# Listed
Listed is een plaats in de Deense regio Hovedstaden, gemeente Bornholm. De plaats telt 239 inwoners (2010).
De plaats ligt ca. 2 km ten westen van Svaneke in de parochie van Ibsker dat tot 1970 onder het landgoed Øster Herred hoorde in het toenmalige Bornholms Amt. Bij de herindeling werd de parochie bij gemeente Nexø opgenomen. In 2003 werd ook die gemeente tezamen met de andere Bornholmse gemeenten opgenomen in de nieuwe Bornholms Regions Kommune.
Sinds 1 januari 2007 hoort het bij Region Hovedstaden.

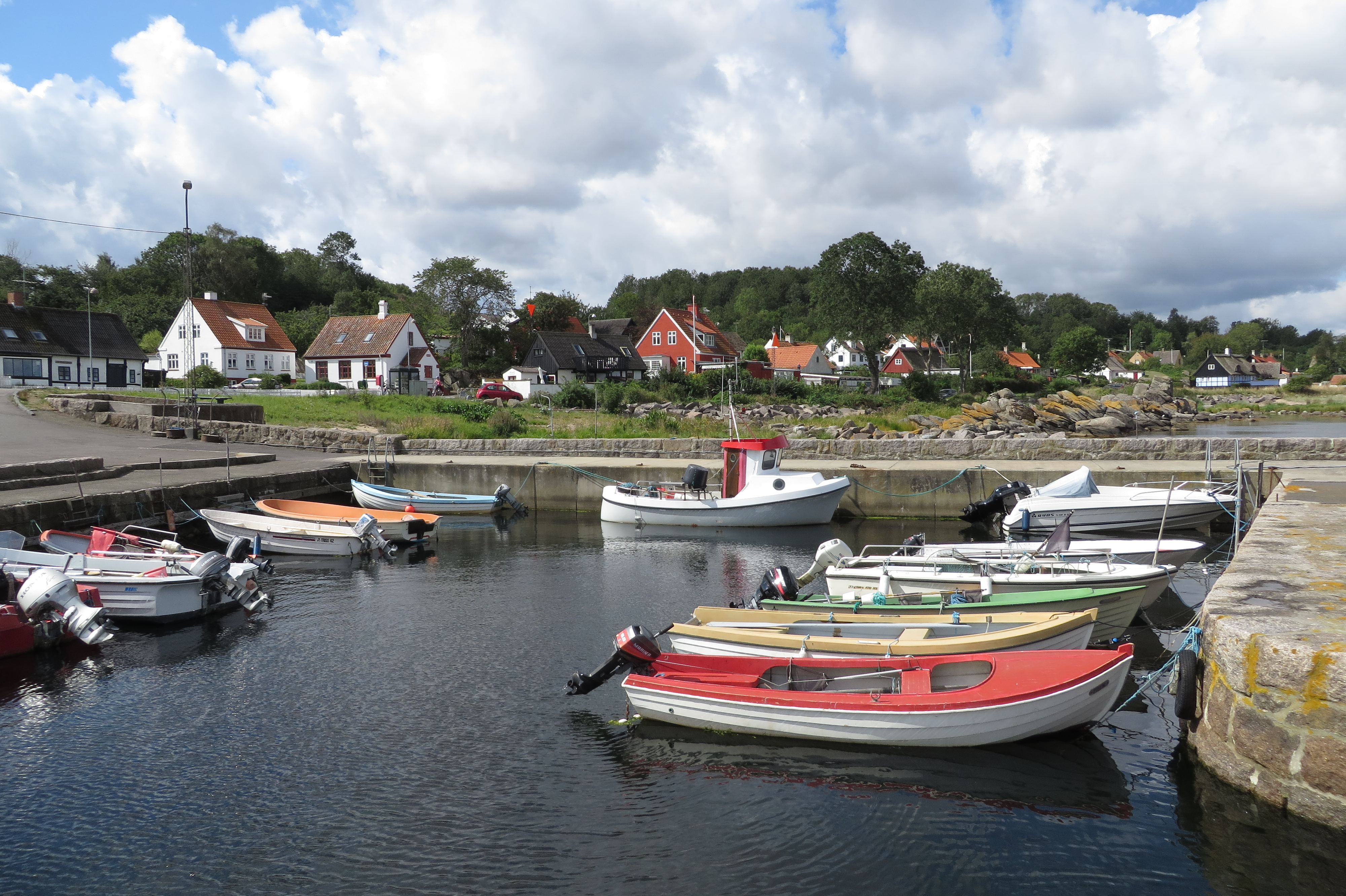

- Library of Congress Control Number: n83137720
- Nationale Bibliotheek van Israël: 987007557402805171
- Virtual International Authority File: 138413471

Steden: Aakirkeby · Allinge-Sandvig · Hasle · Nexø · Rønne

Dorpen: Aarsdale · Balka · Gudhjem · Klemensker · Listed · Lobbæk · Nyker · Nylars · Østerlars · Østemarie · Pedersker · Snogebæk · Sorthat-Muleby · Svaneke · Tejn · Vestermarie

Buurtschappen: Arnager · Årsballe · Boderne · Bodilsker · Bølshavn · Dueodde · Helligpeder · Ibsker · Knudsker · Melsted · Olsker · Poulsker · Rø · Rutsker · Sandkås · Smørenge · Stenseby · Teglkås · Vang

Omgeving op en nabij Bornholm: Almindingen · Christiansø · Døndalen · Ekkodalen · Ertholmene · Frederiksø · Gryet · Hammeren · Paradisbakkerne · Rytterknægten · Stammershalle · Troldeskoven